# Camille (filme de Ralph Barton)
Camille (ou The Fate of a Coquette) é um filme mudo estadunidense de 1926, dirigido e produzido por Ralph Barton, cuja criação é descrita em um livro de Bruce Kellner, chamado The Last Dandy, uma biografia de Barton.
Esse filme, que é baseado em um romance de Alexandre Dumas, filho, La dame aux camélias, e foi relançado pela Warner em 2004 como um dos extras dos DVDs dos filmes de Charles Chaplin, A King in New York e A Woman of Paris.
Além de Chaplin, há presenças de Paul Roberson, Anita Loos, H. L. Mencken, Theodore Dreiser, Sinclair Lewis e Paul Claudel.